# آگوس
هفته‌نامه آگوس (ارمنی: Ակօս) به سردبیری هرانت دینک بنیاد نهاده شد و به طرح مسائل موجود جامعه ارمنی ترکیه می‌پردازد. این هفته‌نامه به دو زبان ترکی و ارمنی منتشر می‌شود و نسخه انگلیسی آن به صورت آنلاین در دسترس می‌باشد. دینک در ۵ آوریل ۱۹۹۶ به کمک چند تن از دوستانش و حمایت‌های «پاتریارک» وقت این هفته‌نامه را تأسیس کرد.
هرانت دینک، بنیانگذار و نخست سردبیر آگوس در ۱۹ ژانویه ۲۰۰۷ در برابر دفتر هفته‌نامه به ضرب گلوله «اوگون ساماست» یک ملی‌گرای ۱۷ ساله افراطی ترک ترور شد.